# Südamerikaspiele 2002/Handball
Bei den 7. Südamerikaspielen 2002 wurde zum ersten Mal jeweils ein Turnier im Handball für Nationalmannschaften der Männer und Frauen ausgetragen. Die Wettbewerbe fanden vom 3. bis 9. August 2002 in São Bernardo do Campo in Brasilien statt.
Gespielt wurde zunächst jeweils in einer Gruppe in einem einfachen Jeder-gegen-jeden-Turnier. Die beiden bestplatzierten Mannschaften spielten den Turniersieg im Endspiel aus, die dritt- und viertplatzierte Mannschaften spielten um die Bronzemedaille. Sieger wurden die argentinische Männer-Handballnationalmannschaft und die brasilianische Frauen-Handballnationalmannschaft.

## Männer

### Vorrunde
Legende
| Pl. | Land        | Sp. | S | U | N | Tore     | Diff. | Punkte |
| --- | ----------- | --- | - | - | - | -------- | ----- | ------ |
| 1.  | Argentinien | 4   | 4 | 0 | 0 | 0119:510 | +68   | 8      |
| 2.  | Brasilien   | 4   | 3 | 0 | 1 | 0120:560 | +64   | 6      |
| 3.  | Chile       | 4   | 1 | 0 | 3 | 068:1030 | −35   | 2      |
| 4.  | Uruguay     | 4   | 1 | 0 | 3 | 067:1070 | −40   | 2      |
| 5.  | Paraguay    | 4   | 1 | 0 | 3 | 072:1290 | −57   | 2      |

Anmk.: Bei Punktgleichheit entschied der direkte Vergleich, dann das Torverhältnis.
| 3. August 2002 18.30 Uhr | Paraguay | 28:27 | Uruguay | São Bernardo do Campo, Brasilien |
| 3. August 2002 18.30 Uhr | (14:15)  |       |         | São Bernardo do Campo, Brasilien |
| 3. August 2002 18.30 Uhr |          |       |         | São Bernardo do Campo, Brasilien |

| 3. August 2002 20.30 Uhr | Argentinien | 28:20 | Chile | São Bernardo do Campo, Brasilien |
| 3. August 2002 20.30 Uhr | (17:3)      |       |       | São Bernardo do Campo, Brasilien |
| 3. August 2002 20.30 Uhr |             |       |       | São Bernardo do Campo, Brasilien |

| 4. August 2002 18.15 Uhr | Brasilien | 32:09 | Uruguay | São Bernardo do Campo, Brasilien |
| 4. August 2002 18.15 Uhr | (17:4)    |       |         | São Bernardo do Campo, Brasilien |
| 4. August 2002 18.15 Uhr |           |       |         | São Bernardo do Campo, Brasilien |

| 4. August 2002 20.15 Uhr | Chile   | 26:23 | Paraguay | São Bernardo do Campo, Brasilien |
| 4. August 2002 20.15 Uhr | (17:12) |       |          | São Bernardo do Campo, Brasilien |
| 4. August 2002 20.15 Uhr |         |       |          | São Bernardo do Campo, Brasilien |

| 5. August 2002 17.00 Uhr | Brasilien | 33:15 | Chile | São Bernardo do Campo, Brasilien |
| 5. August 2002 17.00 Uhr | (19:5)    |       |       | São Bernardo do Campo, Brasilien |
| 5. August 2002 17.00 Uhr |           |       |       | São Bernardo do Campo, Brasilien |

| 5. August 2002 19.30 Uhr | Argentinien | 39:11 | Paraguay | São Bernardo do Campo, Brasilien |
| 5. August 2002 19.30 Uhr | (19:4)      |       |          | São Bernardo do Campo, Brasilien |
| 5. August 2002 19.30 Uhr |             |       |          | São Bernardo do Campo, Brasilien |

| 6. August 2002 17.00 Uhr | Uruguay | 19:17 | Chile | São Bernardo do Campo, Brasilien |
| 6. August 2002 17.00 Uhr | (9:6)   |       |       | São Bernardo do Campo, Brasilien |
| 6. August 2002 17.00 Uhr |         |       |       | São Bernardo do Campo, Brasilien |

| 6. August 2002 19.30 Uhr | Argentinien | 22:18 | Brasilien | São Bernardo do Campo, Brasilien |
| 6. August 2002 19.30 Uhr | (14:7)      |       |           | São Bernardo do Campo, Brasilien |
| 6. August 2002 19.30 Uhr |             |       |           | São Bernardo do Campo, Brasilien |

| 7. August 2002 15.30 Uhr | Argentinien | 30:12 | Uruguay | São Bernardo do Campo, Brasilien |
| 7. August 2002 15.30 Uhr | (15:6)      |       |         | São Bernardo do Campo, Brasilien |
| 7. August 2002 15.30 Uhr |             |       |         | São Bernardo do Campo, Brasilien |

| 7. August 2002 17.30 Uhr | Brasilien | 37:10 | Paraguay | São Bernardo do Campo, Brasilien |
| 7. August 2002 17.30 Uhr | (18:4)    |       |          | São Bernardo do Campo, Brasilien |
| 7. August 2002 17.30 Uhr |           |       |          | São Bernardo do Campo, Brasilien |

### Spiel um Platz 3
| 9. August 2002 18.00 Uhr | Uruguay | 24:17 | Chile | São Bernardo do Campo, Brasilien |
| 9. August 2002 18.00 Uhr | (12:9)  |       |       | São Bernardo do Campo, Brasilien |
| 9. August 2002 18.00 Uhr |         |       |       | São Bernardo do Campo, Brasilien |

### Finale
| 9. August 2002 20.00 Uhr | Argentinien | 20:18 | Brasilien | São Bernardo do Campo, Brasilien |
| 9. August 2002 20.00 Uhr | (13:7)      |       |           | São Bernardo do Campo, Brasilien |
| 9. August 2002 20.00 Uhr |             |       |           | São Bernardo do Campo, Brasilien |

### Platzierungen
Legende
| Rang | Mannschaft  | Kader |
| ---- | ----------- | --- |
|      | Argentinien | Alejo Carrara, Andrés Kogovsek, Bruno Civelli, Cristian Plati, Eric Gull, Ezequiel Sánchez, Federico Besasso, Fernando Gabriel García, Gonzalo Viscovich, Grisel Giménez, Juan de Arma, Juan Ojea, Leonardo Facundo Querín, Martín Viscovich, Sergio Crevatín, Yesmil Verón. |
|      | Brasilien   | Adalberto Pereira Silva, Alexandre Flávio Folhas, Alexandre Morelliva Vasconcelos, Carlos Alberto Freitas Silva, Claudiomiro Souza Costa, Daniel Baldacin, Ederson Lambert Chagas, Eduardo Henrique Reis, Hélio Justino, Jair Henrique Alves Júnior, Jaqson Luiz Kojoroski, José Ronaldo Nascimento, Maik Santos, Marcos Santos, Renato Rui, Sidney Santos Costa, Wingliton Rocha Barros. |
|      | Uruguay     | Alfonso Nilson, Andres Goitia, Andres Nieves, Ernesto Areser, Faustino Seoane, Gabriel Quintana, Gonzalo Schreyer, Gustavo Scasso, Hernan Balletto, Leonardo Velasquez, Lujan Sanchez, Luis Saparano, Martin Aguirre, Uriarte Radmilovich. |
| 4    | Chile       | Alfredo Humberto Garcia Tiska, Alvaro Antonio Mena Arredondo, Brian Alejandro Soto Soto, Carlos Roberto Arecheta Perez, Cristian Felipe Reta Mal Vaszquez, Cristobal Luis Aguilera Roubillara, Daniel Alejandro Aramillo Henriquez, Emil Feuchtmann Pérez, Felipe Ignacio Barrientos Castillo, Francisco Javier Valdebenito Godoy, Fuad Jorge Assis Sa Torres, Gaston Ariel Higuera Guajardo, Gonzalo Antonio Zapata Vera, Ignacio Javier Garcia Perez, Javier Alberto Ortiz Mir, Juan Pablo Montes Mery, Juan Pablo Shigerli Matsumoto Escudero, Marco Oneto, Marcos Eduardo Carrasco Iniescar, Michael Alejandro Carcamo Castro, Osvaldo Eugenio Gonzalez Lagos, Patricio Andres Martinez Chavez, Rodolfo Humberto Cornejo Paredes, Rodrigo Alejandro Brown Brito. |
| 5    | Paraguay    | Alberto Enriquez, Carlos Acevedo, Carlos Enriquez, Cristian Decoud, Gustavo Sosa, Jose Faraone, Julio Ugarte, Marcos Filartiga, Mario Almada, Mario Gamarra, Marian Aluan, Pablo Garcete, Raul Codas, Rocio Burgos, Rodrigo Medina, Victor Garrigoza. |

## Frauen

### Vorrunde
Legende
| Pl. | Land        | Sp. | S | U | N | Tore     | Diff. | Punkte |
| --- | ----------- | --- | - | - | - | -------- | ----- | ------ |
| 1.  | Brasilien   | 3   | 3 | 0 | 0 | 0104:540 | +50   | 6      |
| 2.  | Argentinien | 3   | 2 | 0 | 1 | 058:550  | +3    | 4      |
| 3.  | Uruguay     | 3   | 1 | 0 | 2 | 050:770  | −27   | 2      |
| 4.  | Paraguay    | 3   | 0 | 0 | 3 | 052:870  | −35   | 0      |

Anmk.: Bei Punktgleichheit entschied der direkte Vergleich, dann das Torverhältnis.
| 3. August 2002 14.30 Uhr | Brasilien | 35:15 | Paraguay | São Bernardo do Campo, Brasilien |
| 3. August 2002 14.30 Uhr | (20:9)    |       |          | São Bernardo do Campo, Brasilien |
| 3. August 2002 14.30 Uhr |           |       |          | São Bernardo do Campo, Brasilien |

| 3. August 2002 16.30 Uhr | Argentinien | 15:11 | Uruguay | São Bernardo do Campo, Brasilien |
| 3. August 2002 16.30 Uhr | (6:6)       |       |         | São Bernardo do Campo, Brasilien |
| 3. August 2002 16.30 Uhr |             |       |         | São Bernardo do Campo, Brasilien |

| 4. August 2002 14.15 Uhr | Argentinien | 28:15 | Paraguay | São Bernardo do Campo, Brasilien |
| 4. August 2002 14.15 Uhr | (14:6)      |       |          | São Bernardo do Campo, Brasilien |
| 4. August 2002 14.15 Uhr |             |       |          | São Bernardo do Campo, Brasilien |

| 4. August 2002 16.15 Uhr | Brasilien | 40:15 | Uruguay | São Bernardo do Campo, Brasilien |
| 4. August 2002 16.15 Uhr | (21:3)    |       |         | São Bernardo do Campo, Brasilien |
| 4. August 2002 16.15 Uhr |           |       |         | São Bernardo do Campo, Brasilien |

| 5. August 2002 15.30 Uhr | Uruguay | 24:22 | Paraguay | São Bernardo do Campo, Brasilien |
| 5. August 2002 15.30 Uhr | (11:13) |       |          | São Bernardo do Campo, Brasilien |
| 5. August 2002 15.30 Uhr |         |       |          | São Bernardo do Campo, Brasilien |

| 5. August 2002 17.30 Uhr | Brasilien | 29:15 | Argentinien | São Bernardo do Campo, Brasilien |
| 5. August 2002 17.30 Uhr | (13:5)    |       |             | São Bernardo do Campo, Brasilien |
| 5. August 2002 17.30 Uhr |           |       |             | São Bernardo do Campo, Brasilien |

### Spiel um Platz 3
| 8. August 2002 18.30 Uhr | Uruguay | 25:16 | Paraguay | São Bernardo do Campo, Brasilien |
| 8. August 2002 18.30 Uhr | (14:10) |       |          | São Bernardo do Campo, Brasilien |
| 8. August 2002 18.30 Uhr |         |       |          | São Bernardo do Campo, Brasilien |

### Finale
| 8. August 2002 20.30 Uhr | Brasilien | 26:13 | Argentinien | São Bernardo do Campo, Brasilien |
| 8. August 2002 20.30 Uhr | (12:6)    |       |             | São Bernardo do Campo, Brasilien |
| 8. August 2002 20.30 Uhr |           |       |             | São Bernardo do Campo, Brasilien |

### Platzierungen
Legende
| Rang | Mannschaft  | Kader |
| ---- | ----------- | --- |
|      | Brasilien   | Alessandra Medeiros Oliveira, Alexandra Priscila Nascimento, Aline da Conceição Silva, Celia Janete Costa, Cristina Marcia Silva, Eliane de Melo Pereira, Fabiana Diniz, Idalina Borges Mesquita, Jacqueline Oliveira Santana, Lucila Vianna Silva, Margareth Lobo Montão, Maria José Battista Sales, Sandra Silva Oliveira, Valeria Maria Oliveira, Viviani de Castro Emerick. |
|      | Argentinien | Eliana Fontana, Florencia Busso, Florencia Am, Georgina Visciglia, Germana Pardales, Guadalupe Peroman, Karina Seif, Marcia Letizia, Maria Magdalena Decilio, Mariana Sanguinetti, Melisa Bok, Natacha Melillo, Pamela Sampietro, Patricia Aces, Valentina Kogan, Viviana Ferrea.                                                                                               |
|      | Uruguay     | Alejandra Pittaluga, Alejandra Riera, Amor Estrago, Castro Yañez, Cecilia Vega, Griot Gayoso, Lorena Maeso, Lourdes Odo, Maria Etchecoimberry, Maria Gorlero, Maria Klosz, Miranda Rodriguez, Muda Contipre, Paola Horta. |
| 4    | Paraguay    | Beatris Penayo, Carmen Rios, Liliana Perrotta, Liz Caceres, Magdalena Arevalos, Maria Gauto, Mercedes Aranda, Olga Cabrera, Raquel Delgado, Silvia Borrell, Marizza Faria. |